# San Raffaele Basket 2006-2007
Questa voce raccoglie le informazioni riguardanti il San Raffaele Basket nelle competizioni ufficiali della stagione 2006-2007.

## Stagione
Vinto il campionato di Serie A2 ai play-off come San Raffaele Marino, nella stagione 2006-2007 il San Raffaele Basket esordisce in Serie A1.

## Verdetti stagionali
Competizioni nazionali
- Serie A1:

stagione regolare: 12º posto su 16 (8-22);
play-out: vince la semifinale contro Maddaloni (2-1)

## Rosa
|    | Naz.                   | Ruolo | Sportivo               | Anno | Alt. |  |             |
| -- | ---------------------- | ----- | ---------------------- | ---- | ---- |  | ----------- |
| 0  | Italia (bandiera)      |       | Stefania Gaspardo      | 1967 |      |  |             |
| 0  | Italia (bandiera)      | C     | Alice Quarta           | 1991 | 178  |  | [ 3 ]       |
| 4  | Italia (bandiera)      | P     | Francesca Di Battista  | 1980 | 175  |  |             |
| 5  | Italia (bandiera)      | P     | Maria Daniela Servillo | 1989 | 170  |  |             |
| 6  | Italia (bandiera)      | G     | Giulia Toto            | 1989 | 175  |  |             |
| 7  | Italia (bandiera)      | A     | Sabrina Cinili         | 1989 | 190  |  |             |
| 8  | Serbia (bandiera)      | G     | Ines Kresović          | 1984 | 183  |  |             |
| 9  | Italia (bandiera)      | G     | Daniela Albertini      | 1974 | 176  |  |             |
| 10 | Stati Uniti (bandiera) | G     | Sherill Baker          | 1982 | 173  |  | [ 1 ] [ 4 ] |
| 11 | Italia (bandiera)      | AC    | Laura Gelfusa          | 1979 | 186  |  |             |
| 12 | Italia (bandiera)      | C     | Giulia Arimattei       | 1987 | 195  |  |             |
| 13 | Camerun (bandiera)     | A     | Monique Ngo Ndjock     | 1985 | 187  |  |             |
| 14 | Mozambico (bandiera)   | C     | Clarisse Machanguana   | 1973 | 193  |  |             |
| 15 | Italia (bandiera)      | AC    | Debora Danzi           | 1975 | 192  |  |             |
| 17 | Italia (bandiera)      | G     | Elena Vavotici         | 1988 | 174  |  |             |
| 19 | Italia (bandiera)      | C     | Selene Scimitani       | 1981 | 198  |  |             |
| 20 | Italia (bandiera)      | G     | Claudia Gattini        | 1979 | 180  |  |             |

## Risultati

### Play-out
| Arbitri: | Francesco Di Giambattista (Pescara) Michele Capurro (Reggio Calabria) |

|           |          |                |
| Prassa 26 | Punti    | 18 Machanguana |
| Prassa 3  | Assist   | 2 Di Battista  |
| Bass 9    | Rimbalzi | 8 Kresović     |

| Arbitri: | Guido Di Francesco (Teramo) Emiliano Binda (Ancona) |

|                |          |          |
| Machanguana 29 | Punti    | 17 Bass  |
| Di Battista 5  | Assist   | 2 Prassa |
| Danzi 15       | Rimbalzi | 10 Bass  |

| Arbitri: | Alberto Scrima (Catanzaro) Luigi Morante (San Vincenzo) |

|                          |          |            |
| Di Battista 19           | Punti    | 21 Mićović |
| Di Battista 5            | Assist   |            |
| Machanguana, Scimitani 6 | Rimbalzi | 4 Bogoje   |

## Statistiche

### Statistiche di squadra
| Competizione | Punti | In casa | In casa | In casa | In casa | In casa | In trasferta | In trasferta | In trasferta | In trasferta | In trasferta | Totale | Totale | Totale | Totale | Totale | Totale |
| Competizione | Punti | G       | V       | P       | Ptf     | Pts     | G            | V            | P            | Ptf          | Pts          | G      | V      | P      | Ptf    | Pts    | Diff.  |
| ------------ | ----- | ------- | ------- | ------- | ------- | ------- | ------------ | ------------ | ------------ | ------------ | ------------ | ------ | ------ | ------ | ------ | ------ | ------ |
| Serie A1     | 16    | 15      | 5       | 10      | 1050    | 1175    | 15           | 3            | 12           | 932          | 1164         | 30     | 8      | 22     | 1982   | 2339   | -357   |
| Play-out     |       | 2       | 2       | 0       | 160     | 112     | 1            | 0            | 1            | 56           | 88           | 3      | 2      | 1      | 216    | 200    | +16    |
| Totale       | 16    | 17      | 7       | 10      | 1210    | 1287    | 16           | 3            | 13           | 988          | 1252         | 33     | 10     | 23     | 2198   | 2539   | -341   |

### Statistiche delle giocatrici
| Giocatrice             | Partite | Partite | Partite | Pun | Min. | Falli | Falli | Tiri da 2 | Tiri da 2 | Tiri da 2 | Tiri da 3 | Tiri da 3 | Tiri da 3 | Tiri Liberi | Tiri Liberi | Tiri Liberi | Rimbalzi | Rimbalzi | Rimbalzi | Stopp. | Stopp. | Palle | Palle | Ass | Val. | Val. | A+dP |
| Giocatrice             | Pr      | PG      | SF      | Pun | Min. | C     | S     | R         | T         | %         | R         | T         | %         | R           | T           | %           | O        | D        | T        | D      | S      | P     | R     | Ass | Lega | OER  | A+dP |
| ---------------------- | ------- | ------- | ------- | --- | ---- | ----- | ----- | --------- | --------- | --------- | --------- | --------- | --------- | ----------- | ----------- | ----------- | -------- | -------- | -------- | ------ | ------ | ----- | ----- | --- | ---- | ---- | ---- |
| Clarisse Machanguana   | 33      | 33      | 19      | 524 | 1040 | 106   | 148   | 213       | 361       | 59,0      | 0         | 2         | 0,0       | 95          | 138         | 68,8        | 77       | 155      | 232      | 4      | 9      | 75    | 66    | 24  | 615  | 0,93 | 15   |
| Ines Kresović          | 33      | 33      | 16      | 449 | 1002 | 60    | 124   | 87        | 205       | 42,4      | 56        | 161       | 34,8      | 109         | 130         | 83,8        | 41       | 97       | 138      | 3      | 5      | 104   | 74    | 20  | 395  | 0,69 | -10  |
| Francesca Di Battista  | 33      | 33      | 19      | 256 | 1104 | 67    | 53    | 44        | 114       | 38,6      | 43        | 163       | 26,4      | 39          | 61          | 63,9        | 12       | 38       | 50       | 1      | 3      | 138   | 53    | 99  | 92   | 0,51 | 14   |
| Sherill Baker          | 17      | 17      | 9       | 245 | 533  | 59    | 56    | 87        | 192       | 45,3      | 6         | 36        | 16,7      | 52          | 61          |             | 16       | 40       | 56       | 2      | 13     | 84    | 40    | 18  | 117  | 0,62 | -26  |
| Claudia Gattini        | 30      | 30      | 7       | 198 | 565  | 59    | 42    | 68        | 133       | 51,1      | 9         | 25        | 36,0      | 35          | 49          | 71,4        | 13       | 34       | 47       | 3      |        | 61    | 28    | 9   | 112  | 0,63 | -24  |
| Debora Danzi           | 33      | 33      | 18      | 189 | 889  | 89    | 58    | 79        | 197       | 40,1      | 0         | 1         | 0,0       | 31          | 59          | 52,5        | 58       | 147      | 205      | 14     | 3      | 67    | 47    | 18  | 225  | 0,51 | -2   |
| Monique Ngo Ndjock     | 21      | 20      | 4       | 98  | 303  | 37    | 32    | 38        | 87        | 43,7      | 0         | 5         | 0,0       | 22          | 37          | 59,5        | 25       | 41       | 66       | 2      |        | 16    | 22    | 3   | 101  | 0,64 | 9    |
| Selene Scimitani       | 32      | 32      | 1       | 87  | 329  | 80    | 20    | 39        | 81        | 48,1      |           |           |           | 11          | 19          | 57,9        | 21       | 60       | 81       | 6      | 1      | 27    | 9     | 4   | 49   | 0,50 | -14  |
| Sabrina Cinili         | 25      | 24      |         | 61  | 260  | 41    | 15    | 26        | 54        | 48,1      | 0         | 3         | 0,0       | 9           | 14          | 64,3        | 14       | 35       | 49       | 2      | 1      | 20    | 15    | 3   | 47   | 0,53 | -2   |
| Laura Gelfusa          | 33      | 33      | 2       | 59  | 356  | 58    | 12    | 22        | 56        | 39,3      | 3         | 23        | 13,0      | 6           | 6           | 100,0       | 10       | 30       | 40       | 2      | 1      | 26    | 12    | 3   | -11  | 0,46 | -11  |
| Stefania Gaspardo      | 7       | 7       |         | 16  | 98   | 3     | 4     | 3         | 12        | 25,0      | 3         | 10        | 30,0      | 1           | 2           | 50,0        | 2        | 6        | 8        |        |        | 6     | 1     | 3   | 6    | 0,26 | -2   |
| Maria Daniela Servillo | 18      | 12      |         | 8   | 51   | 8     | 3     | 3         | 5         | 60,0      | 0         | 6         | 0,0       | 2           | 2           | 100,0       | 2        | 3        | 5        | 1      | 1      | 3     | 3     | 2   | 2    | 0,17 | 2    |
| Giulia Toto            | 4       | 3       |         | 6   | 17   |       | 1     | 3         | 8         | 37,5      | 0         | 1         | 0,0       | 0           | 1           | 0,0         | 2        |          | 2        | 1      |        | 2     |       |     | 1    | 0,47 | -2   |
| Alice Quarta           | 3       | 3       |         | 2   | 9    | 2     |       | 1         | 2         | 50,0      | 0         | 2         | 0,0       |             |             |             |          |          |          |        |        | 2     | 2     |     | -3   | 0,17 |      |
| Elena Vavotici         | 3       | 3       |         |     | 10   |       |       | 0         | 1         | 0,0       | 0         | 1         | 0,0       |             |             |             |          |          |          |        |        | 1     |       |     | -3   | 0,00 | -1   |
| Daniela Albertini      | 3       | 3       |         |     | 30   | 2     | 1     | 0         | 1         | 0,0       | 0         | 1         | 0,0       |             |             |             |          | 1        | 1        | 2      | 1      | 7     | 2     | 1   | -5   | 0,00 | -4   |
| Giulia Arimattei       | 2       | 1       |         |     | 4    |       |       | 0         | 1         | 0,0       |           |           |           |             |             |             |          | 1        | 1        | 1      |        |       |       |     | 1    | 0,00 |      |